# VII Concurs de castells Vila de Torredembarra
El VII Concurs de castells Vila de Torredembarra, conegut també com a Concur7 2009, és un concurs de castells que se celebrà el diumenge 4 d'octubre de 2009 a la plaça del Castell de Torredembarra, reunint dotze de les colles que pels criteris de selecció del concurs de castells de Tarragona no poden participar en aquest darrer esdeveniment. Els organitzadors del concurs són la colla local dels Nois de la Torre.
Els Minyons de l'Arboç i els Castellers de Badalona van ser proclamats guanyadors ex aequo, després de realitzar la mateixa actuació: 5 de 7, 4 de 7 amb l'agulla i 3 de 7 amb l'agulla descarregats. En tercera posició van quedar els Castellers de Cerdanyola.
Cal destacar que aquesta diada deixà el primer 4 de 7 amb l'agulla descarregat dels Castellers del Poble Sec i el primer 3 de 7 amb l'agulla descarregat dels Minyons de l'Arboç, Castellers de Badalona i Nois de la Torre.

## Colles participants
- Castellers d'Altafulla: 3 de 7, 4 de 7, intent de 3 de 7 amb l'agulla, pilar de 5[1]
- Minyons de l'Arboç: 5 de 7, 4 de 7 amb l'agulla, 3 de 7 amb l'agulla
- Castellers de Badalona: 4 de 7 amb l'agulla, 5 de 7, 3 de 7 amb l'agulla
- Castellers de Cerdanyola: 4 de 7 amb l'agulla, 3 de 7 amb l'agulla, 5 de 7
- Colla Jove de l'Hospitalet: 2 de 6, pilar de 5, 3 de 6 amb l'agulla
- Matossers de Molins de Rei: 5 de 6, 2 de 6, pilar de 5
- Castellers de Mollet: 4 de 6 amb l'agulla, 3 de 6, 3 de 6 amb l'agulla
- Torraires de Montblanc: 3 de 6 amb l'agulla, 2 intents desmuntats de 2 de 6, intent de pilar de 5
- Castellers del Poble Sec: 3 de 7, 4 de 7 amb l'agulla, intent desmuntat de 3 de 7 amb l'agulla, 4 de 7
- Castellers de la Sagrada Família: 2 de 6, 3 de 6 amb l'agulla, pilar de 5
- Salats de Súria: 2 de 6, pilar de 5, intent de 3 de 7, 3 de 6
- Nois de la Torre: 4 de 7, 3 de 7, 3 de 7 amb l'agulla